# Leopold Besser
Leopold August Besser (* 11. Mai 1820 in Altenburg, Herzogtum Sachsen-Gotha-Altenburg; † 14. Februar 1906 in Bonn, Rheinprovinz) war ein deutscher Nervenarzt, Psychiater und Autor sowie Gründer und Leiter einer privaten psychiatrischen Anstalt in Beuel-Pützchen bei Bonn.

## Leben
Besser, Sohn des evangelischen Altenburger Kaufmanns August Besser und dessen Ehefrau Eleonore, geborene Hartz, studierte Medizin an der Universität Leipzig, wo er wegen Beteiligung an der burschenschaftlichen Bewegung relegiert wurde. An der Großherzoglich und Herzoglich Sächsischen Gesamtuniversität Jena promovierte er am 10. Juli 1845 mit der Arbeit De placentae structura ejusque ratione physiologica zum Dr. med. Ein Jahr praktizierte er bei Josef von Škoda in Wien. 1845 und 1846 weilte er in Rom. Von 1847 bis 1855 arbeitete er als praktischer Arzt in Kahla, ehe er bis 1859 in Berlin privatisierte und bis 1863 als Arzt am Rummelsburger Friedrichs-Waisenhaus angestellt war. Danach wirkte er ab dem 20. April 1863 für drei Jahre als 2. Arzt in der Heil- und Pflegeanstalt Siegburg.
Am 20. Juli 1866 mietete er die im säkularisierten Karmelitinnenkloster St. Joseph untergebrachte ehemalige preußische Korrektionsanstalt („Detentionsanstalt für verkommene Weibspersonen“) in Pützchen an und betrieb die Gebäude vom 1. September 1866 bis 1890 als „Asyl für Geisteskranke“. 1873 erwarb er das Objekt. 1874 betreute die Anstalt unter Bessers Leitung mit einem angestellten Arzt und einem Personalstamm von weiteren zwölf Personen (darunter ein Hausmann, ein Oberwärter, zwei Wärter, eine Oberwärterin, zwei Wärterinnen, fünf Dienstleute) 38 Patienten, 27 männliche und 11 weibliche. Nachdem die Anstalt 1887 nach der Explosion eines Kessels in der Küche und einem Feuer bis auf die Grundmauern abgebrannt war, wurde sie 1888 wieder aufgebaut. 1890/1891 trat Besser die Einrichtung an den Nervenarzt Clemens Gudden ab.
Besser war in zweiter Ehe verheiratet mit der Schulrektorentochter K. Chr. Vogel (1855–1910) aus Guben. Er hatte zwei Söhne und zwei Töchter und starb im Alter von 85 Jahren nach schwerem Leiden in Bonn.
Literarisch trat Besser als Freund Ernst Haeckels durch Aufsätze und Bücher monistischen Inhalts hervor, die sich geistig an der Philosophie Carl Görings orientierten. Er gilt als Schriftsteller der medizinischen Philosophie. Er war eifriger polemischer Mitarbeiter an der liberalen Deutschen Allgemeinen Universitäts-Zeitung (Herausgeber Konrad Küster), Mitglied des 1867 gegründeten Psychiater-Vereins der Rheinprovinz sowie Herausgeber und Mitarbeiter an der Allgemeinen Zeitschrift für Psychiatrie.

## Schriften
- Benützung der ersten Lebenstage des Säuglings. Göttingen 1853 (vier Auflagen).
- Zur Verständigung in der Gefängnisfrage, oder: Einiges über die modifizierte Einzelhaft, gegenüber den Bestrebungen der neuesten Zeit, die Behandlung der Verbrecher betreffend. Perthes, Gotha 1853 (Google Books).
- Armuth oder Arbeit. Die Naturgeschichte der Arbeit als Grundlage für die volkswirthschaftlichen Disciplinen. Verlag von Wilhelm Engelmann, Leipzig 1855 (Google Books).
- Die Aerzte in der Concurrenz und was da Noth thut. 1855; 2. Auflage, Wiegand, Göttingen 1858 (PDF).
- Den Deutschen Müttern und Vätern ein Buch über das Wachsen und Werden ihrer Kinder als Schlüssel zu deren gesünderer Erziehung. Meidinger, Frankfurt am Main 1858 (Google Books).
- Ueber das Wohl der Arbeiter-Kinder in Kleinkinderbewahranstalten und Kindergärten. Hübner 1859.
- Beiträge zur Waisenhaus-Frage. Die Principien der Waisen-Erziehung und die Organisation neuer Waisenpflege-Anstalten. Nebst einem Anhang: Die Communal-Waisenpflege in Berlin. Berlin 1863 (Google Books).
- Werden und Wachsen unserer Kinder. 2. Auflage, Meidinger, Frankfurt am Main 1864.
- Confessionelle Irrenanstalten? In: Corr. Bl. d. Dtsch. Ges. f. Psychiatr. 12 (1865), S. 371–375.
- Rheumatismus und Geisteskrankheit. In: Allgemeine Zeitschrift für Psychiatrie, 22 (1865), S. 252–255.
- Ueber die Verwachsungen der Gefässhaut des Gehirns mit der Gehirnrinde. In: Allgemeine Zeitschrift für Psychiatrie, 23 (1866), S. 331–353.
- Anastomose zwischen centralen Ganglienzellen. In: Virchows Archiv, 36 (1866), S. 134–143.
- Das Amyloid der Centralorgane. In: Virchows Archiv, 36 (1866), S. 302.
- Zur Histogenese der nervösen Elementarteile in den Centralorganen des neugeborenen Menschen. In: Virchows Archiv, 36 (1866), S. 315–335.
- Prospect des Asyls für Geisteskranke in Pützchen bei Bonn. Carl Georgi, Bonn 1866.
- An unsere verehrten Collegen in der Praxis. In: Der Irrenfreund, 15 (1873), S. 81–89.
- Asyl Pützchen bei Bonn. Bericht des Asyls Pützchen bei Bonn. Vom 1. September 1866 bis 1. September 1874. Bonn 1874.
- Haben wir die seelischen Phänomene beim Neugeborenen für Reflexvorgänge zu erklären? In: Archiv für Psychiatrie und Nervenkrankheiten, VIII (1878), S. 460–468.
- Der Mensch und seine Ideale. Betrachtungen theoretischer und praktischer Art. Emil Strauß, Bonn 1878.
- Was ist Empfindung? Vortrag in der Herbstversammlung des psychiatrischen Vereins der Rheinprovinz. Emil Strauß, Bonn 1881 (Google Books).
- Die Religion der Naturwissenschaft. Emil Strauß, Bonn 1890.
- Das der Menschheit Gemeinsame. Auch eine christlich-sociale Studie. Emil Strauß, Bonn 1895.
- Die menschliche Sittlichkeit als soziales Ergebnis der monistischen Weltanschauung. Bonn 1899.
- Unser Leben im Lichte der Wissenschaft, oder, die wissenschaftliche Auffassung des menschlichen Empfindens, Vorstellens und Bewusstseins. Carl Georgi, Bonn 1903.